# تصريح وقوف السيارات للمعاقين

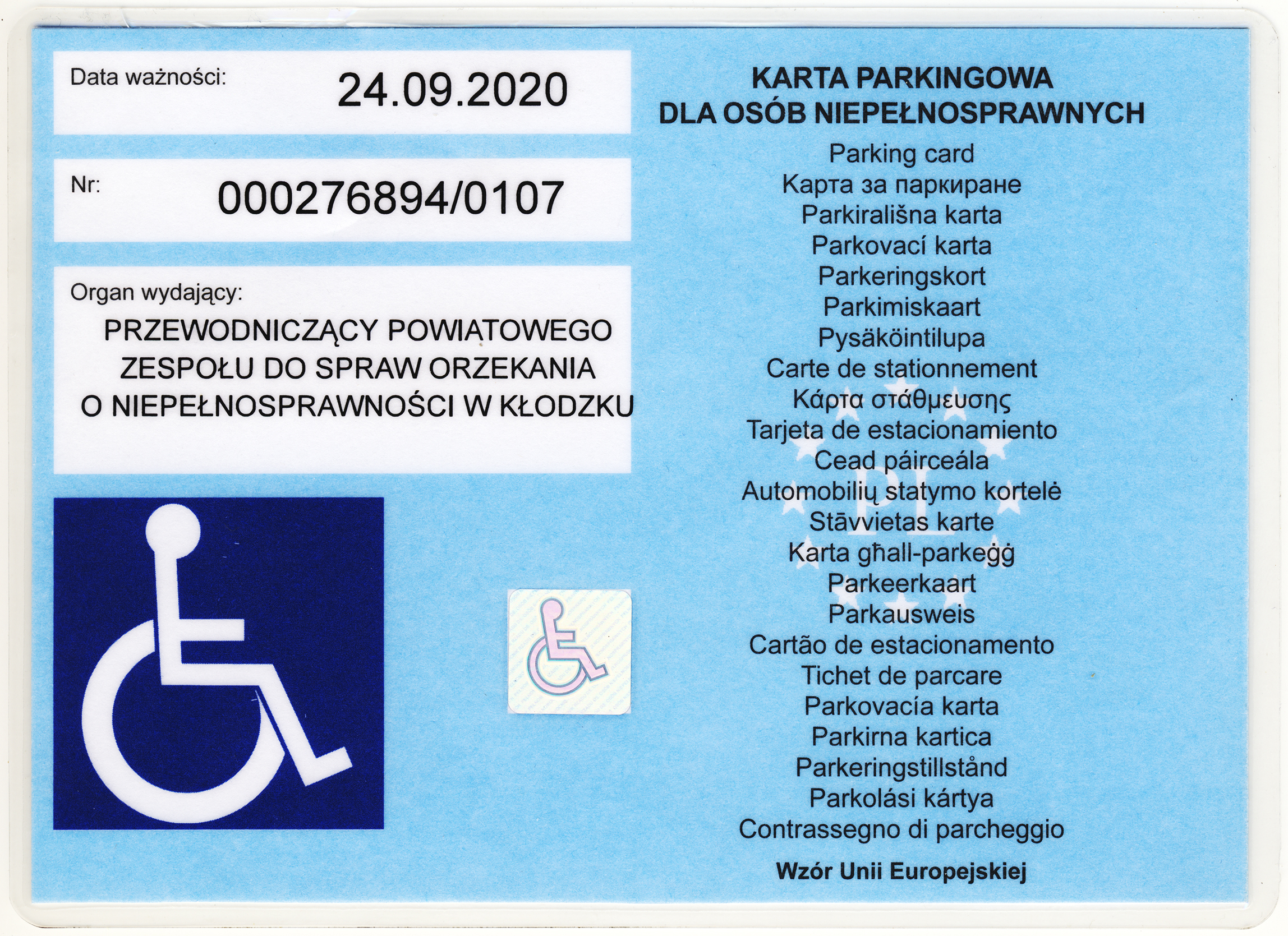

يوضع تصريح وقوف السيارات للمعاقين، والذي يعرف أيضاً بشارة المعاقين، وبطاقة المعاقين، وتصريح المعاقين، والشارة الزرقاء في الاتحاد الأوروبي على مواقف السيارات للسماح لسائقي المركبات بامتيازات خاصة فيما يتعلق بوقوف تلك المركبات. تشمل هذه الامتيازات الوقوف في مكان مخصص للأشخاص ذوي الإعاقة، أو إعطاء الإذن في بعض الحالات بالوقوف في مكان محدد المدة لفترة أطول، أو الوقوف في كراج ما دون دفع أجر.

## الاتحاد الأوروبي

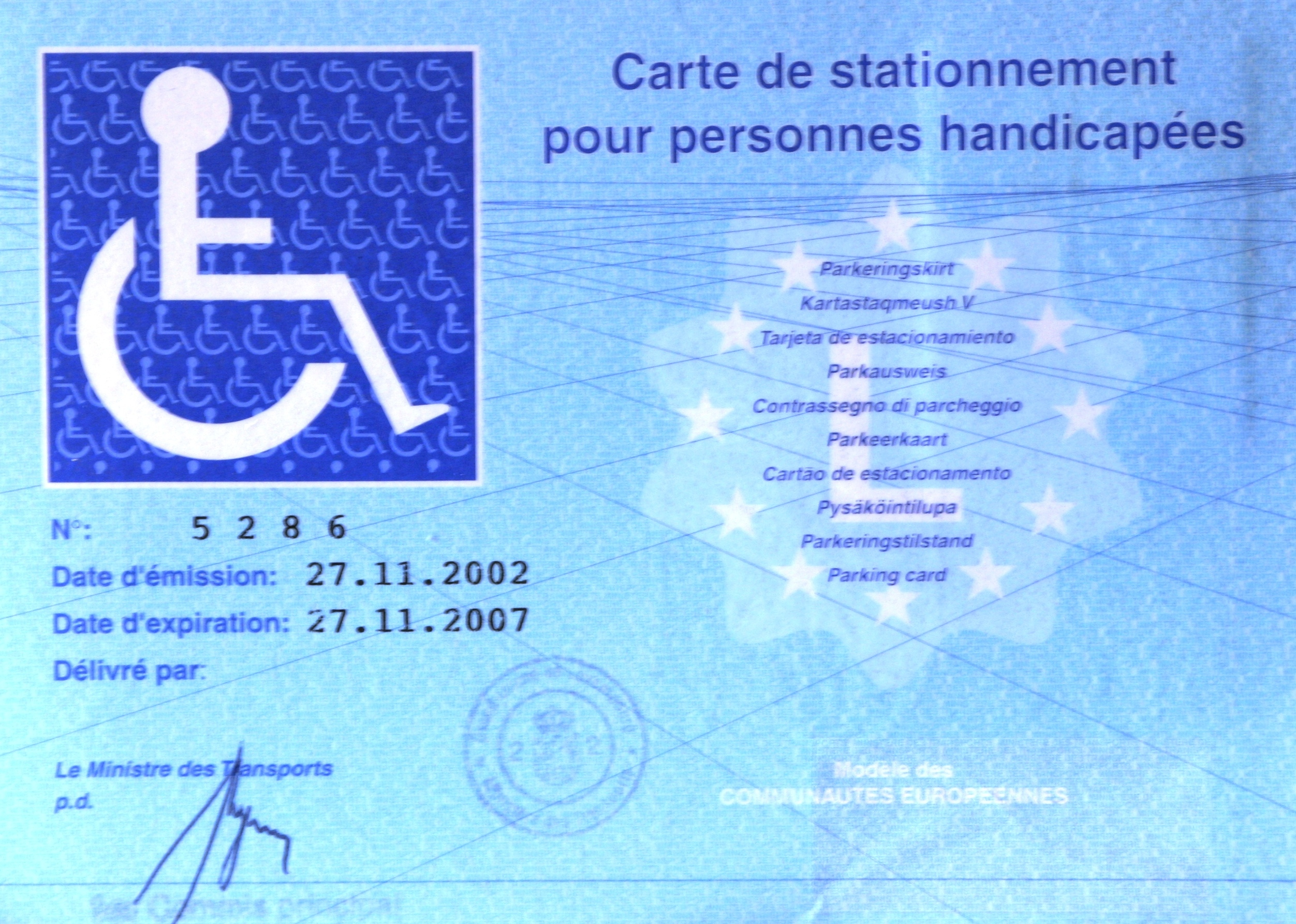
تصريح إيقاف السيارات

في الاتحاد الأوروبي، يسمح تصريح إيقاف سيارات المعاقين بالإعفاء الجزئي أو الكلي من الرسوم أو العقوبات المرتبطة بوقوف المركبات التي يستخدمها حامل الشارات، ويبين الحق في استخدام عنابر مخصصة لوقوف السيارات ومواقف السيارات خارج الشوارع (حيثما توفر). ويمتد الامتياز في بعض الأماكن ليشمل الإعفاء الجزئي أو الكلي من الرسوم الجمركية أو المحظورات العامة المفروضة على الأماكن التي يمكن فيها قيادة مركبة. منذ عام 2000، جرى توحيد جميع تصاريح الوقوف العامة للمعاقين في الاتحاد الأوروبي وفقًا لأسلوب شائع وبلون أزرق، ما أدى إلى التسمية المستخدمة رسميًا «الشارة الزرقاء». تحظى الشارة الزرقاء الصادرة في أحد بلدان الاتحاد الأوروبي عموماً باعتراف متساو في بلدان أخرى مع استثناءات مختلفة على النحو الموصوف للبلدان الواردة أدناه.
تختلف هذه الامتيازات من منطقة إلى أخرى، غير أن بعضها يشمل عدم وجود أماكن لوقوف السيارات، وتمديد الحد الزمني للمساحات المخصصة لوقوف السيارات لفترات محددة، والتنازل عن رسوم وقوف السيارات، واستخدام المساحات المخصصة للمشاة في الحالات العاجلة.

### المملكة المتحدة
في المملكة المتحدة، بدأ العمل بنظام التصاريح هذا (باستخدام الشارات البرتقالية) بموجب قانون الأشخاص المصابين بأمراض مزمنة وبإعاقة لعام 1970. تمنح الشارات كحق إذا استوفى الشخص شروطاً قانونية معينة، يرتبط معظمها بتلقي استحقاقات إعاقة معينة من النظام الوطني للضمان الاجتماعي؛ وبالإضافة إلى ذلك، يمكن لسلطة محلية أن تصدر شارات تساهلية للأشخاص المصابين بإعاقة دائمة لا تقع مباشرة ضمن الشروط القانونية الأكثر صرامة ولكنها تعوق حركتهم بشكل خطير.
الاستثناءات العامة
لا ينطبق مخطط الشارة الزرقاء في بريطانيا العظمى على وقوف السيارات بعيدًا عن الطرق العامة ومواقف السيارات التابعة للسلطة المحلية، حيث لا يُعترف في كثير من الأحيان بالامتيازات العامة في الموانئ والمطارات ومحطات السكك الحديدية ما لم يمنح المشغِّلون امتيازات تتعلق بوقوف السيارات طوعيًا.
خرائط مواقف السيارات
حتى عام 2010، كانت المديرية تقدم خدمة تغطي خرائط مصممة خصيصًا على نطاق البلد لحاملي الشارات الزرقاء بألوان أساسية مختلفة تعكس سياسات المجالس المتعلقة بوقوف سيارات حاملي الشارات الزرقاء. وبالإضافة إلى سياسات المجلس، أشارت هذه الخدمة أيضاً إلى وجود سمات مختلفة خاصة بمجتمع المعوقين. تتوفر بعض الشارات الزرقاء المخصصة في نظام الملاحة عبر الأقمار الصناعية، بشكل أساسي من شركة نافيفو المتخصصة في الملاحة. انظر الإعلان عن مجلس الملاحة البحرية للاطلاع على قائمة من السمات المتكاملة. والتي توفر أيضاً تنزيل نظام الملاحة عبر الأقمار الصناعية مجاناً.
سوء الاستعمال
يمكن أن تترتب على إساءة استعمال الشارات الزرقاء في المملكة المتحدة غرامات تصل إلى 1,000 £. اعتبارًا من عام 2016، وجدت إدارة النقل أن 61 سلطة من أصل 152 ليست لديها سياسة عامة بشأن محاكمة السائقين الذين يحتالون في استخدام الشارات الزرقاء. فعدد القضايا التي جرت مقاضاتها أقل بقليل من 1000 قضية في عام 2015.

#### إنكلترا وويلز
في إنكلترا وويلز، يشترط على حاملي الشارات الزرقاء (ما لم تبين اللافتات خلاف ذلك) عرض قرص وقوف سيارة الشخص المعوق (ساعة) يبين الوقت الذي أوقفت فيه السيارة لأول مرة بحيث يمكن تطبيق حد زمني. ويحتاج حاملو الشارات من أماكن أخرى في الاتحاد الأوروبي إلى الحصول على ساعة (يمكن الحصول عليها من مكتب الإصدار في المملكة المتحدة) لإثبات شارة المركبة وإلا ستعامل كما لو أنها لم تُظهر شارة.
الاختلافات المحلية في قواعد وقوف السيارات
في لندن، أدى حجم حركة المرور إلى فرض قيود على المخطط الوطني في بعض المناطق مع استخدام مخططات اللون المحلي لحصر الامتيازات القياسية لدى السكان المحليين. وعلى سبيل المثال، فإن التصاريح خضراء في كامدن، وبيضاء في ويستمنستر، وأرجوانية في كينسينغتون وتشيلسي، وحمراء في مدينة لندن. وفي هذه المدن والأحياء، تتوفر قواعد خاصة وأماكن لوقوف السيارات لحاملي الشارات الزرقاء.
تنفذ خطط محلية مماثلة في بلدات أو مدن كبيرة أخرى في المملكة المتحدة، على سبيل المثال، تطبق نورويتش «مخطط الشارة الخضراء».

#### إيرلندا الشمالية
لا ينطبق المخطط الموحد إلا عموماً على مواقف السيارات في الشوارع، وهو موجز على الموقع الشبكي لخدمة الطرق في إيرلندا الشمالية. يلزم الحصول على «شارة بيضاء» لدخول مناطق المشاة.

#### إسكتلندا
في إسكتلندا، يتمتع موظف مواقف السيارات التابع للسلطة المحلية (بالإضافة إلى الشرطة وحراس المرور) بصلاحية تفتيش الشارة الزرقاء؛ يعد عدم السماح بهذا الفحص جريمة. هناك أيضًا مقترحات لتوسيع نطاق إصدار الشارات ليشمل الأطفال الصغار ومجموعة واسعة من الأشخاص ذوي الإعاقة (بشكل مؤقت أو دائم).

## الولايات المتحدة
في الولايات المتحدة، تُعتمَد المساحات المحجوزة بواسطة إرشادات إمكانية الوصول الخاصة بقانون الأمريكيين ذوي الإعاقة.

### لافتات المعاقين
يوضح الجدول التالي، الساري منذ عام 2020، وكالة الدولة المسؤولة عن إصدار لافتات التوقف لذوي الاحتياجات الخاصة، وانتهاء صلاحية اللافتات الدائمة/المؤقتة، والرسوم (إن وجدت)، والملاحظات التكميلية.
| وكالة الدولة                                          | انتهاء صلاحية البطاقات الدائمة                                         | انتهاء صلاحية البطاقات المؤقتة | الرسوم                          | الملاحظات |
| ----------------------------------------------------- | ---------------------------------------------------------------------- | ------------------------------ | ------------------------------- | --- |
| إدارة إيرادات ولاية ألاباما                           | 5 سنوات                                                                | 6 أشهر                         | دون تكلفة                       | |
| إدارة الشؤون الإدارية في ألاسكا                       | 5 سنوات                                                                | 6 أشهر                         | دون تكلفة                       | |
| إدارة أريزونا للنقل (إيه دي أو تي)                    | لا شيء                                                                 | 6 أشهر                         | دون تكلفة                       | سابقاً, كانت اللوائح الإعلانية الدائمة للمعوقين تنقضي صلاحيتها بعد مرور خمس سنوات ولكن هذه اللوائح غير منتهية الصلاحية اعتبارًا من نيسان/ أبريل 2019 بعد اعتماد قانون جديد للدولة |
| إدارة الشؤون المالية والإدارية في أركنساس             | 4 سنوات                                                                | 6 أشهر                         | دون تكلفة                       | |
| إدارة كاليفورنيا للسيارات                             | سنتان                                                                  | 6 أشهر                         | دون تكلفة                       | |
| إدارة الإيرادات في كولورادو                           | 3 سنوات                                                                | 3 أشهر                         | دون تكلفة                       | |
| إدارة كونيكتيكت للسيارات                              | تنتهي صلاحيتها في الوقت نفسه الذي تنتهي فيه رخصة القيادة/ بطاقة الهوية | 6 أشهر                         | لا تكلفة دائمة؛ 5 دولارات مؤقتة | |
| مقاطعة كولومبيا قسم النقل                             | تنتهي صلاحيتها في الوقت نفسه الذي تنتهي فيه رخصة القيادة/ بطاقة الهوية | حسب تقدير الطبيب               | دون تكلفة                       | يُحدد انتهاء التصاريح المؤقتة حسب طول الوقت الذي يضعه الطبيب على الطلب |
| شعبة المركبات الآلية في ديلاوير                       | 3 سنوات                                                                | 3 أشهر                         | دون تكلفة                       | |
| إدارة سلامة الطرق السريعة والمركبات الآلية في فلوريدا | 4 سنوات                                                                | 6 أشهر                         | لا تكلفة دائمة؛ 15 دولاراً مؤقتاً | |
| إدارة إيرادات جورجيا                                  | 4 سنوات                                                                | 6 أشهر                         | دون تكلفة                       | |
| مجلس هاواي للمعوقين                                   | 6 سنوات                                                                | 6 أشهر                         | لا تكلفة دائمة؛ 12 دولاراً مؤقتاً | وقد فوضت هاواي إصدار تراخيص للمعوقين لمدينة ومقاطعة هونولولو، فضلاً عن مقاطعات هاواي وكاواي وماوي.                                                                               |

### لوائح المعاقين
يبين الجدول التالي، الذي بدأ العمل به في عام 2020، الوكالة الحكومية المسؤولة عن إصدار لوائح تسجيل معطلة، ومدة صلاحية تسجيل اللوائح و/أو أي متطلبات تجديد (إن وجدت)، والرسوم (إما رسوم تسجيل السيارات العادية و/أو أي رسوم تتجاوز رسوم تسجيل السيارات العادية)، ومبالغ الرسوم إذا قيمت إلى ما هو أبعد من رسوم تسجيل السيارات العادية (إن وجدت)، والمذكرات التكميلية.
| وكالة الدولة                              | مدة الصلاحية على اللوائح                                       | الرسوم                                 | رسوم إضافية تتجاوز التسجيل العادي | الملاحظات |
| ----------------------------------------- | -------------------------------------------------------------- | -------------------------------------- | --------------------------------- | --- |
| إدارة إيرادات ولاية ألاباما               | تجديد 5 سنوات                                                  | 23-105 دولارات حسب نوع المركبة المسجلة | غير متاح                          | |
| إدارة الشؤون الإدارية في ألاسكا           | 5 سنوات                                                        | بدون تكلفة (انظر الملاحظات)            | غير متاح                          | المجموعة الأولى من اللوائح مجانية، ولكن تكلف المجموعة الإضافية من اللوائح (أو اللوائح التجارية) 100 دولار كرسوم تسجيل بالإضافة إلى الضرائب المطبقة على تسجيل السيارات. |
| إدارة أريزونا للنقل (إيه دي أو تي)        | صالحة طالما تجددت بانتظام (إما سنة أو سنتين حسب اختيار السائق) | دفع رسوم التسجيل العادية               | غير متاح                          | |
| إدارة الشؤون المالية والإدارية في أركنساس | سنة واحدة                                                      | دفع رسوم التسجيل العادية               | غير متاح                          | |
| إدارة كاليفورنيا للسيارات                 | صالحة طالما تجددت بانتظام                                      | دفع رسوم التسجيل العادية               | غير متاح                          | |
| إدارة الإيرادات في كولورادو               | 3 سنوات                                                        | 3 أشهر                                 | دون تكلفة                         | |
| إدارة كونيكتيكت للسيارات                  | تنتهي في الوقت نفسه عندما تنتهي رخصة القيادة/ بطاقة الهوية     | 6 أشهر                                 | لا تكلفة دائمة؛ 5 دولارات مؤقتة   | |

### شروط مواقف سيارات المعاقين
وفقاً لدليل قانون الأمريكيين ذوي الإعاقة، «ينبغي ألا يقل عرض أماكن وقوف السيارات التي يمكن الوصول إليها عن 96 مكاناً (2440 مم). ويجب أن تكون ممرات وقوف السيارات جزءاً من طريق يمكن الوصول إليه يؤدي إلى المبنى أو مدخل المرفق…».
عادة ما تأخذ تصاريح إيقاف السيارات المعطوبة شكل لوائح ترخيص تحمل علامات خاصة أو لافتة تعلق من المرآة الخلفية. وتُستخدم لوائح السيارات بوجه عام للسائقين ذوي الإعاقة في سياراتهم الشخصية، في حين يمكن نقل لوحة الإعاقة المحمولة من مركبة إلى أخرى مع الشخص المعوق، سواء عند القيادة أو عند الركوب مع سائق آخر.
تختلف الشروط الطبية للحصول على تصريح باختلاف الدولة، ولكنها تقتصر عادة على أنواع محددة من الإعاقات أو الحالات. وتشمل هذه الوسائل عمومًا استعمال أي جهاز مساعِد مثل الكرسي المتحرِّك، العكاكيز، العصا، بالإضافة إلى الساق أو القدم المفقودة. وتشتمل بعض الولايات أيضاً على بعض أمراض القلب والأوعية الدموية والألم وأمراض الجهاز التنفسي. فنصف الولايات الأمريكية تقريبًا (26 ولاية)، تدرج العمى كإعاقة مؤهلة تمكن الشخص من الحصول على تصريح وقوف خاص بالإعاقة لاستخدامه كراكب، و14 ولاية تدرج اليد المعوقة كإعاقة مؤهلة. وتشمل أربع ولايات الصمم (جورجيا، كنتاكي، فرجينيا، وأيومنغ)، وتشمل ولايتان (فرجينيا ونيويورك) المرض العقلي أو إعاقات النمو بوصفها إعاقات مؤهلة.
تتفاوت أهمية لوائح الإعلان الخاصة بوقوف سيارات الأشخاص ذوي الإعاقة من ولاية إلى أخرى بألوان مختلفة. واللون الأكثر شيوعاً هو الأحمر للإعلانات المؤقتة والأزرق للإعلانات الدائمة.
إذا كنت مسافرًا من بلدان أخرى، تختلف متطلبات الحصول على تصريح موقف من ولاية إلى أخرى. وسوف تفي بعض الولايات بتراخيص البلدان الأخرى، في حين تتطلب ولايات أخرى تقديم طلبات كزائر/ سائح.
تحترم المقاطعات الكندية لوائح أو لافتات المعاقين الصادرة عن الولايات المتحدة، طالما تحترم الولايات المتحدة تلك الكندية.
في جميع أنواع المساكن، ينص القانون الاتحادي للولايات المتحدة على أن رفض تقديم الخدمات التي قد تساعد في توفير ترتيبات تيسيرية معقولة للأشخاص ذوي الإعاقة هو أمر غير قانوني وتمييزي. ويشمل ذلك أي خدمات أو تسهيلات ضرورية ليسكن الشاغل في مسكنه على النحو الذي يعد معيارًا.